# Miklós Lendvai
Miklós Lendvai (ur. 7 kwietnia 1975 w Zalaegerszegu, zm. 20 lutego 2023) – były węgierski piłkarz, grający na pozycji pomocnika. W swojej karierze 23 razy zagrał w reprezentacji Węgier, a 129 razy w najwyższej klasie rozgrywkowej.

## Kariera

### Kariera klubowa
Lendvai jest wychowankiem ZTE, gdzie rozpoczął karierę w 1991 roku. Jego gra przyciągnęła uwagę francuskiego Girondins Bordeaux, który go zatrudnił. Lendvai nie stał się jednak dominującym graczem w tej drużynie i po roku trafił do szwajcarskiego FC Lugano. Następnie wrócił na Węgry i został graczem Ferencvárosu. Za granicą ponownie grał w latach 1999–2004, w Belgii i na Cyprze.
Następnie grał w Győri ETO i ponownie Zalaegerszegi TE, ale spisywał się w tych klubach poniżej oczekiwań. W 2007 roku został grającym trenerem klubu NB III., Soproni VSE. Podobną funkcję pełnił później w Andráshida SC.
Po przerwie w grze w styczniu 2009 roku trafił do klubu w Tapolca.

### Kariera reprezentacyjna
Lendvai zagrał w reprezentacji 23 mecze, nie strzelając gola. Grał również na igrzyskach olimpijskich w 1996 roku.